# Mokronowski-Palast

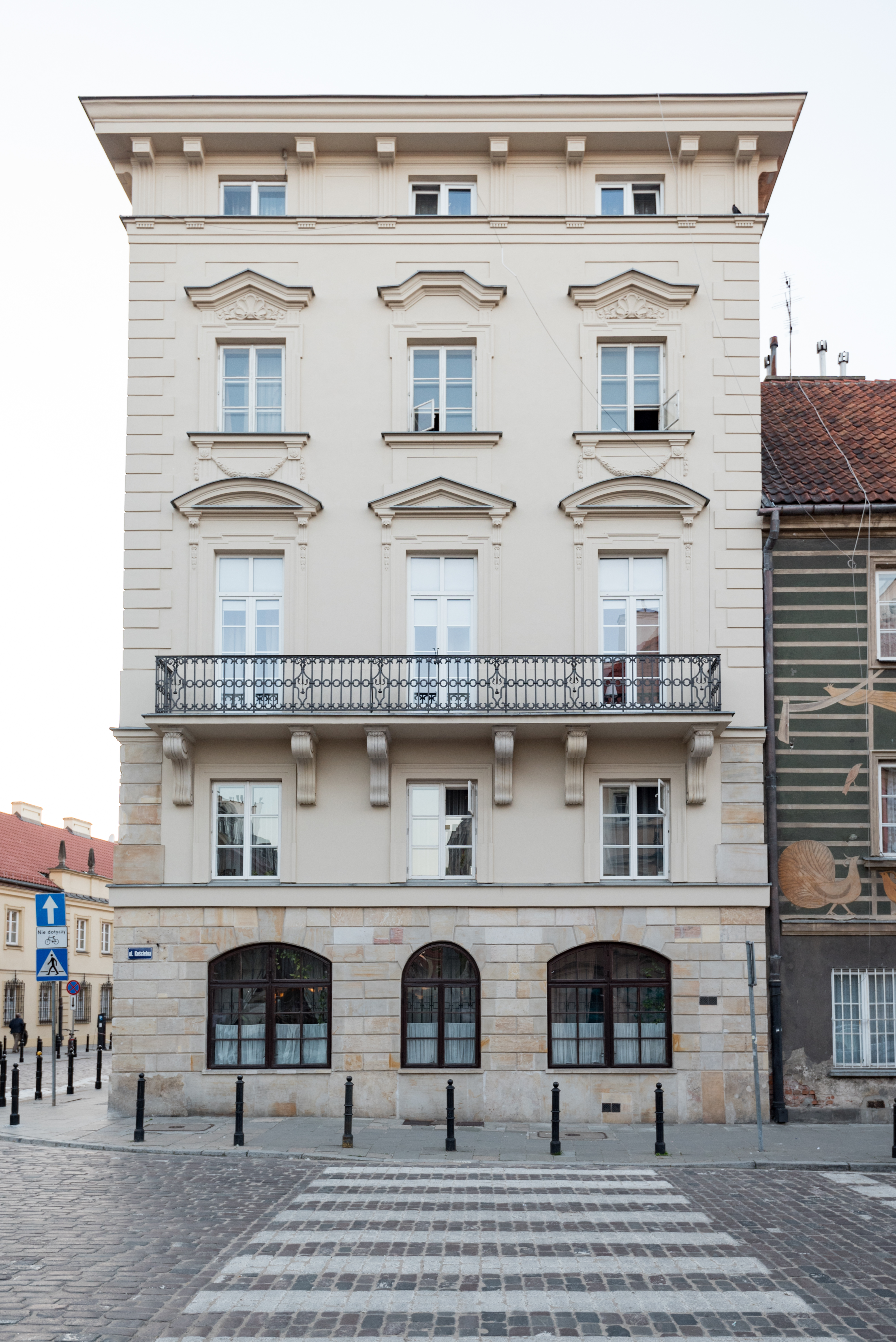
Die freistehende Südfassade an der Ulica Kościelna, im Hintergrund links ragt der Seitenrisalit eines Flügels des Sapieha-Palastes hervor

Der Mokronowski-Palast (auch Jakub Fontana-Haus genannt, polnisch Pałac Mokronowskich oder Kamienica Jakuba Fontany) ist ein 1771 errichtetes, spätbarockes Mietshaus an der Ulica Zakroczymska 2 (Ecke Ulica Kościelna 12) in der Warschauer Neustadt im Innenstadtdistrikt. In unmittelbarer Nähe liegen der Neustadtmarkt, das im ehemaligen Mostowski-Palast untergebrachte Hotel Le Regina sowie der Sapieha-Palast. Das Gebäude ist denkmalgeschützt.

## Geschichte
Das Gebäude wurde 1770/71 nach einem Entwurf von Giacomo Fontana auf dessen Kosten errichtet. Es war eines der ersten Gebäude der Zeit, das mit Hochbauelementen konstruiert war. Fontana selbst lebte nicht im Haus, sondern vermietete es. Auch als Immobilieninvestor/Vermieter gehörte Fontana zu den ersten Geschäftsleuten dieser Art in Warschau. Im 19. Jahrhundert kam es zu einem Umbau des Mietshauses. Dabei wurden von Friedrich Albert Lessel ursprünglich vorhandene Arkaden vermauert und ein Mittelrisalit errichtet. Im Zweiten Weltkrieg wurde das Gebäude während des Warschauer Aufstandes stark beschädigt; nur Wände und ein Teil der Fassade blieben bestehen. 1953 erfolgte die Rekonstruktion. Heute beherbergt das Gebäude neben Wohnungen auch die 1871 gegründete Warschauer Musikgesellschaft “Stanisław Moniuszko” (poln. Warszawskie Towarzystwo Muzyczne im. Stanisława Moniuszki) mit ihrer Bibliothek, die wertvolle Originale von polnischen Opern und Musikstücken aus dem 18. und 19. Jahrhundert enthält. 
Das ursprünglich dreistöckige Gebäude verfügt heute über 5 Geschosse; die äußere Form orientierte sich an den architektonischen Schablonen des Francois de Neufforge.
Bei der weit verbreiteten Bezeichnung des Gebäudes als Mokronowski-Palast handelt es sich vermutlich um ein Missverständnis. Die heute nicht mehr existierende Residenz der Familie Mokronowski (ein Eigentum dieser Familie am Fontana-Haus ist nicht bekannt) befand sich ganz in der Nähe des Fontana-Gebäudes.